# Łups!
Łups! (ang. Thud!) – 34 powieść Terry'ego Pratchetta z serii Świat Dysku. Premiera wydawnicza w Polsce miała miejsce 19 maja 2009. Zaliczana do podcyklu o Straży Miejskiej.
Treść książki luźno nawiązuje do fabuły Piątego Elefanta. Łups! opowiada o walkach między trollami i krasnoludami w Ankh-Morpork spowodowanymi przez rocznicę bitwy w dolinie Koom. Na tle tych wydarzeń dochodzi do kradzieży obrazu przedstawiającego rzeczoną bitwę.
Dzięki staraniom Sama Vimesa na jaw wychodzi spisek dolnych krasnoludów, mający ukryć fakt, że bitwa była przypadkowa, a krasnoludy i trolle zebrały się w dolinie Koom, aby zawrzeć pokój. Efektem tego jest przełom w stosunkach między rasami, nie radykalny, ale znaczący.
Istotne znaczenie w książce odgrywa Łups, gra będąca dyskowym odpowiednikiem szachów.